# 474
| [ Edytuj tabelę ]          |                                                    |
| Cesarz Bizancjum           | - 457 Leon I 474 - 473 Leon II 474 - 474 Zenon 491 |
| Król Franków               | - 457 Childeryk I 481                              |
| Król Kentu                 | - 455 Hengest 488                                  |
| Patriarcha Konstantynopola | - 471 Akacjusz 488                                 |
| Władca Korei               | - 413 Changsu 491                                  |
| Król Munsteru              | - 453 Óengus 489                                   |
| Król Ostrogotów            | - 471 Teodoryk Wielki 526                          |
| Papież                     | - 468 Symplicjusz 483                              |
| Król Persji                | - 459 Peroz I 484                                  |
| Cesarz Rzymu               | - 473 Gliceriusz 474 - 474 Juliusz Nepos 475       |
| Król Wandalów              | - 428 Genzeryk 477                                 |
| Król Wizygotów             | - 466 Euryk 484                                    |

Rok 474 / CDLXXIV
stulecia: IV wiek ~
V wiek ~
VI wiek

lata: 464 «
469 «
470 «
471 «
472 «
473 «
474
» 475
» 476
» 477
» 478
» 479
» 484

## Wydarzenia
- 18 stycznia – po śmierci dziadka cesarzem Bizancjum został siedmioletni Leon.
- 9 lutego – Zenon Izauryjczyk został cesarzem wschodniorzymskim.
- 24 czerwca – Juliusz Nepos, po obaleniu Gliceriusza, został cesarzem zachodniorzymskim.

## Zmarli
- 18 stycznia – Leon I, cesarz bizantyński (ur. ok. 401)
- 17 listopada – Leon II, cesarz bizantyński (ur. 467)
- Tudymer, król Ostrogotów